# Августа Великобританська
Августа Фредеріка Луїза Великобританська (Августа Ганноверська) (нім. Augusta Friederike Luise von Hannover) — принцеса Великої Британії, з 1773 по 1807 роки герцогиня Брауншвейг-Люнебургська і княгиня Брауншвейг-Вольфенбютельська.
Вийшла заміж за наслідного принца Брауншвейга Карла Вільгельма Фердинанда і переїхала з Лондона до Брауншвейга. Чоловік Августи наказав збудувати для неї замок Річмонд, що від 1768 року став її головною резиденцією. Після смерті чоловіка та окупації Брауншвейга французами, переїхала в Англію та провела свої останні роки життя зі своєю донькою Кароліною Брауншвейзькою в Лондоні.